# ميل أودوم
ميل أودوم (بالإنجليزية: Mel Odom)‏ هو فنان أمريكي، ولد في 2 سبتمبر 1950.